# Ортаджи
Ортаджи (на гръцки: Αμβροσία, Амвросия) е село в Гърция, разположено на територията на дем Ясъкьой (Ясмос), област Източна Македония и Тракия.

## География
Селото е разположено на 12 километра източно от Гюмюрджина.

## История
В XIX век Ортаджи е българско село в Гюмюрджинска кааза в Одринския вилает на Османската империя. Според „Етнография на вилаетите Адрианопол, Монастир и Салоника“, издадена в Константинопол в 1878 година и отразяваща статистиката на населението от 1873 година, Ортаджи (Ortadji) има 8 домакинства и 37 жители българи.
| Църковно-училищни и революционни дейци | Църковно-училищни и революционни дейци |
| Име                                    | Бележка                                |
| -------------------------------------- | -------------------------------------- |
| 1. Петко Мандърмята                    |                                        |
| 2. Димитър Петков                      | син на Петко Мандърмята                |
| 3. Митрю Мутафов                       |                                        |
| 4. Кузма Куртев                        |                                        |

Според статистиката на професор Любомир Милетич в 1912 година в селото живеят 50 български екзархийски семейства смесени с 50 семейства турци.